# ボビー・ウォール
ロバート・マーティン・ウォール（Robert Martin Wahl, 1992年3月21日 - ）は、アメリカ合衆国バージニア州フェアファックス郡スプリングフィールド出身のプロ野球選手（投手）。右投右打。MLBのロサンゼルス・ドジャース傘下所属。

## 経歴

### プロ入り前
2010年のMLBドラフト39巡目（全体1170位）でクリーブランド・インディアンスから指名されたが、この時は契約せずにミシシッピ大学へ進学した。

### プロ入りとアスレチックス時代
2013年のMLBドラフト5巡目（全体161位）でオークランド・アスレチックスから指名され、プロ入り。契約後、傘下のルーキー級アリゾナリーグ・アスレチックスでプロデビュー。A-級バーモント・レイクモンスターズでもプレーし、2球団合計で10試合（先発5試合）に登板して2セーブ、防御率4.15、28奪三振を記録した。
2014年はA級ベロイト・スナッパーズとA+級ストックトン・ポーツでプレーし、2球団合計で29試合（先発7試合）に登板して0勝4敗4セーブ、防御率4.89、62奪三振を記録した。
2015年はAA級ミッドランド・ロックハウンズでプレーし、24試合に登板して2勝0敗4セーブ、防御率4.18、36奪三振を記録した。
2016年はA+級ストックトン、AA級ミッドランド、AAA級ナッシュビル・サウンズでプレーし、3球団合計で45試合に登板して1勝1敗14セーブ、防御率2.65、65奪三振を記録した。オフの11月18日にルール・ファイブ・ドラフトでの流出を防ぐために40人枠入りした。
2017年は開幕をAAA級ナッシュビルで迎え、5月3日にメジャー初昇格を果たした。同日のミネソタ・ツインズ戦でメジャーデビュー。この年メジャーでは7試合に登板して防御率4.70、8奪三振を記録した。オフの11月20日に40人枠を外れ、マイナー契約となった。

### メッツ時代
2018年7月21日にジェウリス・ファミリアとのトレードで、ウィル・トフィー、インターナショナル・ボーナス・プール（海外選手契約金枠）と共にニューヨーク・メッツへ移籍した。移籍後は傘下のAAA級ラスベガス・フィフティワンズへ配属され、8月2日にメジャー契約を結んでアクティブ・ロースター入りした。この年メジャーでは7試合に登板して0勝1敗、防御率10.13、7奪三振を記録した。

### ブルワーズ時代
2019年1月5日にキーオン・ブロクストンとのトレードで、アダム・ヒル、フェリックス・バレリオと共にミルウォーキー・ブルワーズへ移籍した。この年はシーズン前に右膝の手術を受けたため、全休した。
2021年6月30日にアーロン・アシュビーのメジャー昇格に伴い、DFAとなった。

### ドジャース傘下時代
ブルワーズからDFAとなった同日にウェイバー公示を経てロサンゼルス・ドジャースへ移籍した。移籍後は傘下のAAA級オクラホマシティ・ドジャースで2試合に登板した。7月13日にジミー・シェフィーの加入によりDFAとなり、同日中に自由契約となったが、15日にマイナー契約を結んだ。

## 詳細情報

### 年度別投手成績
| 年 度    | 球 団    | 登 板 | 先 発 | 完 投 | 完 封 | 無 四 球 | 勝 利 | 敗 戦 | セ 丨 ブ | ホ 丨 ル ド | 勝 率 | 打 者 | 投 球 回 | 被 安 打 | 被 本 塁 打 | 与 四 球 | 敬 遠 | 与 死 球 | 奪 三 振 | 暴 投 | ボ 丨 ク | 失 点 | 自 責 点 | 防 御 率 | W H I P |
| -------- | -------- | ----- | ----- | ----- | ----- | -------- | ----- | ----- | -------- | ----------- | ----- | ----- | -------- | -------- | ----------- | -------- | ----- | -------- | -------- | ----- | -------- | ----- | -------- | -------- | ------- |
| 2017     | OAK      | 7     | 0     | 0     | 0     | 0        | 0     | 0     | 0        | 0           | ----  | 36    | 7.2      | 8        | 0           | 4        | 0     | 1        | 8        | 2     | 0        | 4     | 4        | 4.70     | 1.57    |
| 2018     | NYM      | 7     | 0     | 0     | 0     | 0        | 0     | 1     | 0        | 2           | .000  | 29    | 5.1      | 9        | 2           | 4        | 0     | 0        | 7        | 0     | 0        | 6     | 6        | 10.13    | 2.44    |
| 2020     | MIL      | 3     | 0     | 0     | 0     | 0        | 0     | 1     | 0        | 0           | .000  | 11    | 2.1      | 4        | 2           | 0        | 0     | 0        | 1        | 0     | 0        | 3     | 3        | 11.57    | 1.71    |
| MLB：3年 | MLB：3年 | 17    | 0     | 0     | 0     | 0        | 0     | 2     | 0        | 2           | .000  | 76    | 15.1     | 21       | 4           | 8        | 0     | 1        | 16       | 2     | 0        | 13    | 13       | 7.63     | 1.89    |

- 2021年度シーズン終了時

### 年度別守備成績
| 年 度 | 球 団 | 投手（P） | 投手（P） | 投手（P） | 投手（P） | 投手（P） | 投手（P） |
| 年 度 | 球 団 | 試 合     | 刺 殺     | 補 殺     | 失 策     | 併 殺     | 守 備 率  |
| ----- | ----- | --------- | --------- | --------- | --------- | --------- | --------- |
| 2017  | OAK   | 7         | 1         | 0         | 0         | 0         | 1.000     |
| 2018  | NYM   | 7         | 0         | 0         | 0         | 0         | ----      |
| 2020  | MIL   | 3         | 0         | 1         | 0         | 0         | 1.000     |
| MLB   | MLB   | 17        | 1         | 1         | 0         | 0         | 1.000     |

- 2020年度シーズン終了時

### 背番号
- 63（2017年）
- 61（2018年）
- 31（2020年 - 2021年）